# Katherine Anne Porterová
Katherine Anne Porterová (rodným jménem Callie Russell Porterová; 15. května 1890, Indian Creek – 18. září 1980, Silver Spring) byla americká spisovatelka a novinářka. V roce 1966 získala Pulitzerovu cenu za beletrii a National Book Award za knihu The Collected Stories of Katherine Anne Porter. Do dějin americké literatury se zapsala především jako brilantní povídkářka.

## Život
Často mlžila o dějinách svého rodu a vytvářela si falešný rodokmen sahající až k Vilému Dobyvateli. Většina spojení se slavnými předky, která "odhalila", byla falešná. Naopak nikdy neodhalila skutečné příbuzenství s prezidentem Lyndonem B. Johnsonem, na nějž přišli až odborníci snažící se její genealogické smyšlenky ověřit.
Její matka zemřela dva měsíce po porodu. Otec pak dal své čtyři děti na vychování ke své matce, Catherine Ann Porterové, jež žila v Kyle v Texasu. Babička zemřela, když bylo tehdejší Callii jedenáct let. O silné vazbě k ní svědčí, že spisovatelka později (1915) převzala její křestní jména. Po smrti babičky žila rodina v několika městech v Texasu a Louisianě, často u příbuzných.
V šestnácti letech (1906) se vdala. Kvůli manželovi konvertovala ke katolicismu. Manžel byl však násilnický. V roce 1914 od něj utekla do Chicaga, kde krátce pracovala jako komparzistka ve filmech. Poté se vrátila do Texasu a pracovala jako herečka a zpěvačka v menších zábavních podnicích. Roku 1915 se s manželem rozvedli.
V roce 1915 jí byla diagnostikována tuberkulóza a následující dva roky strávila v sanatoriích. Tam se rozhodla stát spisovatelkou. Tam se také po čase zjistilo, že má bronchitidu, nikoli tuberkulózu, což byla příznivější diagnóza. V roce 1917 začala pracovat jako novinářka, psala divadelní recenze a společenské zprávy do časopisu Critic, později do coloradských novin Rocky Mountain News. Někdy před rokem 1918 absolvovala dvě velmi krátká manželství. Během pandemie španělské chřipky v roce 1918 onemocněla a málem zemřela. Když byla o několik měsíců později propuštěna z nemocnice, byla křehká a úplně plešatá. Když jí vlasy konečně dorostly, byly šedivé a zůstaly jí takové po zbytek života. Tuto zkušenost později zpracovala v románu Pale Horse, Pale Rider (1939).
V roce 1919 se přestěhovala do Greenwich Village v New Yorku a živila se psaním příběhů pro děti a v reklamním průmyslu. Levicové prostředí bohémské newyorské čtvrti ji politicky zradikalizovalo. V roce 1920 odešla pracovat pro vydavatele časopisů do Mexika, kde se seznámila se členy mexického komunistického hnutí, včetně malíře Diega Rivery. V Mexiku se stala velkou kritičkou náboženství a zůstala jí až do posledního desetiletí svého života, kdy znovu vstoupila do římskokatolické církve. Nadšení z revolučního hnutí u ní vyprchalo ještě dříve, již ve 20. letech.
Roku 1922 publikovala svou první povídku, v časopise The Century Magazine. Roku 1930 vydala první sbírku povídek (Flowering Judas and Other Stories).
V roce 1924 otěhotněla, ale dítě se narodilo mrtvé. Někteří životopisci spekulují o více potratech v jejím životě, ale jasné důkazy chybí. Naopak je jisté, že se ve 20. letech nakazila kapavkou, kvůli níž v roce 1927 podstoupila hysterektomii (chirurgické odstranění dělohy), což jí definitivně vzalo naději na to, že bude mít někdy dítě. Podle mnoha svědectví to pro ni zůstalo traumatem.
Během třicátých let strávila několik let v Evropě. V roce 1930 se provdala za spisovatele Eugena Presslyho. V roce 1938, po návratu z Evropy, se s Presslym rozvedla a provdala se za studenta Alberta Russela Erskina. Rozvedl se s ní v roce 1942 poté, co zjistil její skutečný věk (byla o 20 let starší, což bylo tehdy zcela neobvyklé).
V letech 1948 až 1958 vyučovala na Stanfordově, Michiganské, Texaské a Washingtonově a Leeově univerzitě. Její nekonvenční způsob výuky se stal u studentů velmi oblíbený. V roce 1962 vydala svůj jediný román Ship of Fools. Obchodní úspěch románu jí konečně poskytl finanční jistotu. Román byl také záhy zfilmován, Vivien Leighová ve snímku získala svou poslední filmovou roli. Roku 1966 její sláva vyvrcholila ziskem dvou nejprestižnějších amerických literárních cen.
V roce 1977 vydala knihu The Never-Ending Wrong, zprávu o popravě Sacca a Vanzettiho, proti které protestovala již před padesáti lety. Ve stejném roce prodělala těžkou mrtvici, po níž jí byla odebrána právní způsobilost a získala opatrovníka. Zemřela však až o třináct let později.